# Sinagoga de Graz
La Sinagoga de Graz (en alemán: Grazer Synagogue) es una sinagoga situada en la ciudad austriaca de Graz, en el distrito de Gries.

## Historia
La Sinagoga fue construida e inaugurada en el año 1892. Más adelante, durante la llamada Kristallnacht, entre el 9 y el 10 de noviembre de 1938, los nazis destruyeron la sinagoga y de esos sucesos quedaron residuos. La comunidad judía de la sinagoga en aquel entonces fue expulsada desde Graz hasta Viena y luego de eso fue deportada.
Su reconstrucción y reapertura se han concretado en el año 1983 gracias a Fedo Ertl quien ha mantenido contacto con la comunidad judía de Graz. Con este acuerdo, la nueva sinagoga fue construida sobre los cimientos de la antigua, aunque con un tamaño más pequeño. Desde entonces, los incidentes antisemitas han disminuido notablemente y en la actualidad se encuentra funcionando con normalidad.